# Pic des Officiers Soviétiques
Le pic des Officiers Soviétiques est un sommet du Tadjikistan s'élevant à 6 233 mètres d'altitude dans le chaînon Muskol, dont il constitue le point culminant, dans le Pamir.